# Bacteris

Arbre filogenètic. Els bacteris apareixen en blau, a l'esquerra. Els noms científics en llatí apareixen en cursiva.

Els bacteris (Bacteria) són un gran domini de microorganismes procariotes. Tenen una mida de l'ordre de micròmetres i presenten una gran varietat de formes, que van des d'esferes fins a barres i espirals. Foren uns dels primers organismes a aparèixer a la Terra i estan presents a la majoria d'hàbitats. Viuen al sòl, l'aigua, les fonts termals àcides, els residus radioactius i la biosfera profunda de l'escorça terrestre. La seva capacitat de reciclar nutrients fa que tinguin un paper clau en moltes etapes del cicle dels nutrients; en són exemples la fixació del nitrogen de l'atmosfera i la putrefacció dels cadàvers. En les comunitats biològiques que envolten les fumaroles hidrotermals i les emanacions fredes, els bacteris extremòfils produeixen els nutrients essencials per a la vida mitjançant la conversió de compostos dissolts en l'aigua, com ara l'àcid sulfhídric i el metà, en energia. Els bacteris també mantenen relacions simbiòtiques i parasitàries amb les plantes i els animals. La majoria dels bacteris encara no han estat descrits i n'hi ha moltes espècies que no es poden cultivar en un laboratori. La ciència que estudia els bacteris es diu «bacteriologia» i és una branca de la microbiologia.
Els éssers humans i la majoria dels altres animals porten milions de bacteris, la major part dels quals es troben a l'intestí. La pell és una altra part del cos amb una alta concentració. La majoria d'aquests bacteris són inofensius o controlats pel sistema immunitari, encara que també n'hi ha que tenen efectes beneficiosos, especialment en la població intestinal. Així i tot, diverses espècies de bacteris són patògenes i causen malalties infeccioses com ara el còlera, la sífilis, el carboncle, la lepra i la pesta bubònica. Les malalties bacterianes mortals més comunes són les infeccions respiratòries. Els antibiòtics, que serveixen per tractar les infeccions bacterianes, també es fan servir en la ramaderia, cosa que contribueix a l'expansió de la resistència als antibiòtics. Els bacteris tenen un paper important en el tractament d'aigües residuals i la degradació dels vessaments de petroli per mitjà de la fermentació, l'extracció d'or, pal·ladi, coure i altres metalls en la mineria, la biotecnologia i la producció d'antibiòtics i altres substàncies químiques.
Antigament considerats plantes de la classe dels esquizomicets, avui en dia són inclosos en els procariotes. A diferència de les cèl·lules dels animals i dels altres eucariotes, les cèl·lules bacterianes manquen de nucli i gairebé mai no contenen orgànuls units a una membrana. El terme bacteri es referia tradicionalment a tots els procariotes. Tanmateix, a finals del segle xx es descobrí que els procariotes es divideixen en dos grups d'organismes ben distints que evolucionaren a partir d'un avantpassat comú ancestral: els bacteris i els arqueus.

## Història de la bacteriologia

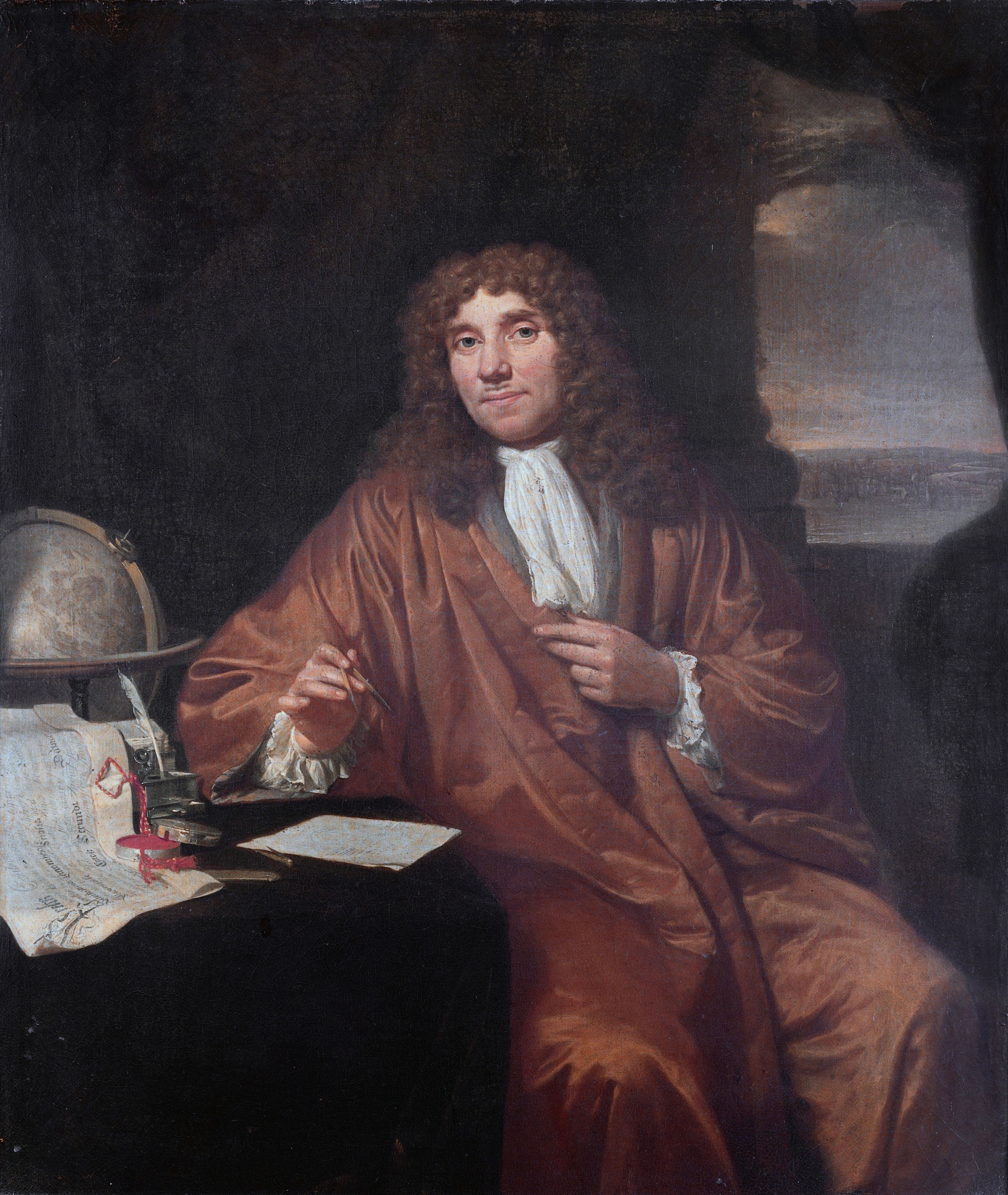
Antonie van Leeuwenhoek, el primer microbiòleg i la primera persona a observar bacteris per mitjà d'un microscopi.

Els bacteris foren observats per primer cop per Antonie van Leeuwenhoek el 1676, per mitjà d'un microscopi monolenticular dissenyat per ell mateix. Els anomenà «animàlculs» i publicà les seves observacions en una sèrie de cartes a la Royal Society. El terme «bacteri» fou encunyat molt més tard, el 1838, per Christian Gottfried Ehrenberg, i deriva del mot grec βακτήριον -α, baktērion -a, que significa 'bastonet'.
Louis Pasteur demostrà el 1859 que el procés de fermentació és causat pel creixement de microorganismes, i que aquest creixement no es deu a una generació espontània; els llevats i floridures, habitualment associats amb la fermentació, no són bacteris sinó fongs. Juntament amb el seu contemporani Robert Koch, Pasteur fou un dels primers defensors de la teoria microbiana de la malaltia. Robert Koch fou un pioner de la microbiologia mèdica i treballà en el còlera (malaltia per la qual descobrí una vacuna el metge català Jaume Ferran i Clua), l'àntrax i la tuberculosi. Finalment, Koch demostrà la teoria microbiana, cosa que li valgué el Premi Nobel el 1905. En els seus postulats, establí criteris per determinar si un organisme és la causa d'una malaltia; aquests postulats encara s'utilitzen avui en dia.
Tot i que al segle xix ja se sabia que els bacteris causen moltes malalties, no es disposava de cap tractament antibacterià eficaç. El 1910, Paul Ehrlich desenvolupà el primer antibiòtic, canviant substàncies que tenyien selectivament Treponema pallidum (l'espiroqueta que provoca la sífilis) en compostos que mataven selectivament el patogen. Ehrlich havia estat guardonat amb el Premi Nobel del 1908 pel seu treball en immunologia i fou un pioner de l'ús de tincions per detectar i identificar bacteris; el seu treball fou la base de les tincions grams i Ziehl-Neelsen.
El descobriment de Carl Woese el 1977 que els arqueus representen un llinatge evolutiu diferent del dels bacteris suposà un gran pas endavant en l'estudi dels bacteris. Aquesta nova taxonomia filogenètica es basava en la seqüenciació d'ARN ribosòmic 16S, i dividia els procariotes en dos dominis evolutius, com a part del sistema de tres dominis.

## Origen i evolució primerenca
Els avantpassats dels bacteris moderns foren microorganismes unicel·lulars que eren les primeres formes de vida a desenvolupar-se a la Terra, fa uns 4.000 milions d'anys. Durant uns 3.000 milions d'anys, tots els organismes foren microscòpics, i els bacteris i arqueus foren les formes de vida dominants. Tot i que existeixen fòssils bacterians, com ara els estromatòlits, la seva manca de morfologia distinta evita que es puguin utilitzar per examinar la història passada de l'evolució bacteriana, o per datar el temps d'origen d'una determinada espècie bacteriana. Tanmateix, es poden utilitzar seqüències gèniques per reconstruir la filogènesi bacteriana, i aquests estudis indiquen que els bacteris foren els primers a separar-se del llinatge que menaria als arqueus i eucariotes. L'avantpassat comú més recent dels bacteris i els arqueus fou probablement un hipertermòfil que visqué fa uns 3.200-2.500 milions d'anys.
Els bacteris també estigueren implicats en la segona gran divergència evolutiva, la dels arqueus i eucariotes. En aquest cas, els eucariotes foren el resultat de l'entrada de bacteris antics en associacions endosimbiòtiques amb els avantpassats de les cèl·lules eucariotes, que possiblement estaven emparentats amb els arqueus. Això implicà l'absorció de simbionts alfaproteobacterians per les cèl·lules protoeucariotes per formar o bé mitocondris o bé hidrogenosomes, que encara existeixen en tots els eucariotes coneguts, a vegades en forma molt reduïda, com per exemple en antics protozous «amitocòndrics». Més endavant, una segona absorció independent per eucariotes dotats de mitocondris d'organismes semblants als cianobacteris dugué a la formació dels cloroplasts de les algues i les plantes. Fins i tot hi ha alguns grups d'algues que s'originaren clarament a partir d'esdeveniments posteriors d'endosimbiosi quan hostes eucariotes heteròtrofs absorbiren una alga eucariota i es desenvoluparen en plàstids de «segona generació».

## Morfologia

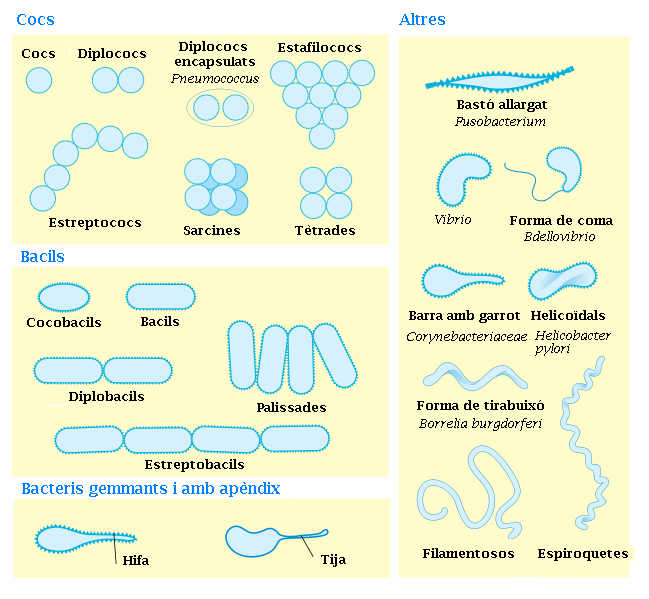
Els bacteris presenten una gran diversitat de morfologies i arranjaments cel·lulars.

Els bacteris presenten una gran varietat de formes i mides. Les cèl·lules bacterianes són aproximadament deu vegades més petites que les cèl·lules eucariotes i mesuren típicament 0,5-5,0 micròmetres de llarg. Tanmateix, algunes espècies són visibles a ull nu. La més grossa és Thiomargarita magnifica, que passa de 9 mm. Entre els bacteris més petits hi ha els membres del gènere Mycoplasma, que només mesuren 0,3 micròmetres, tan petits com els virus més grans. Alguns bacteris podrien ser encara més petits, però aquests ultramicrobacteris no estan ben estudiats.
La majoria d'espècies bacterianes són o bé esfèriques, denominades cocs (del grec kókkos, 'gra', 'llavor'), o bé en forma de vara, anomenats bacils (del llatí baculus, 'bastó'). Alguns bacteris en forma de vara, anomenats vibrions, són lleugerament corbats o tenen forma de coma; d'altres poden tenir forma d'espiral, anomenats espirils, o fermament enrotllats, anomenats espiroquetes. Un nombre reduït d'espècies tenen fins i tot formes tetraèdriques o cuboïdals. Més recentment, s'han descobert bacteris que viuen en sòls profunds i que creixen en forma de vares llargues amb un tall en secció en forma d'estel. L'elevat ràtio d'àrea de superfície-volum proporcionat per aquesta morfologia podria donar un avantatge a aquests bacteris en medis pobres en nutrients. Aquesta àmplia varietat de formes és determinada per la paret cel·lular i el citoesquelet bacterians, i és important perquè pot afectar la capacitat dels bacteris d'adquirir nutrients, adherir-se a superfícies, nedar per líquids i fugir de depredadors.
Moltes espècies bacterianes existeixen simplement com a cèl·lules úniques, mentre que d'altres s'associen en patrons característics: les neissèries formen diploides (parells), els estreptococs formen cadenes, i els estafilococs s'agrupen en conglomerats que recorden a raïms. Els bacteris també es poden allargar, formant filaments, com ho fan els actinobacteris. Els bacteris filamentosos sovint estan envoltats per una beina que conté moltes cèl·lules individuals; determinats tipus, com ara espècies del gènere Nocardia, fins i tot formen filaments complexos ramificats, semblants en aparença als micelis dels fongs.

La varietat de mida dels procariotes, comparada amb la d'altres organismes i biomolècules.

Els bacteris s'adhereixen sovint a superfícies i formes agregacions denses anomenades biofilms o catifes bacterianes. Aquests films tenen un gruix que va d'uns pocs micròmetres fins a mig metre, i poden contenir múltiples espècies de bacteris, protists i arqueus. Els bacteris que viuen en biofilms presenten un arranjament complex de cèl·lules i components extracel·lulars, formant estructures secundàries com ara microcolònies, a través de les quals hi ha xarxes de canals per permetre una millor difusió dels nutrients. En medis naturals, com ara el sòl o la superfície de plantes, la majoria de bacteris s'adhereixen a la superfície per biofilms. Els biofilms també tenen importància mèdica, car aquestes estructures solen estar presents en infeccions bacterianes cròniques o en infeccions de dispositius mèdics implantats, i els bacteris protegits per biofilms són molt més difícils de matar que bacteris individuals aïllats.
A vegades són possibles canvis morfològics encara més complexos. Per exemple, quan els manquen aminoàcids, els mixobacteris detecten cèl·lules col·lindants en un procés anomenat percepció de quòrum, migren els uns vers els altres, i s'agreguen per formar cossos de fructificació de fins a 500 micròmetres de llarg i aproximadament 100.000 cèl·lules bacterianes. En aquests cossos de fructificació, els bacteris compleixen tasques diferenciades; aquest tipus de cooperació és un tipus senzill d'organització pluricel·lular. Per exemple, aproximadament un 10% de les cèl·lules migren a la part superior dels cossos de fructificació i es diferencien en un estat dorment especialitzat anomenat mixòspores, que són més resistents a la dessecació i altres condicions ambientals adverses que les cèl·lules normals.

## Estructura cel·lular

Estructura i continguts d'una cèl·lula bacteriana típica.

### Estructures intracel·lulars
La cèl·lula bacteriana està envoltada per una membrana lipídica, o membrana cel·lular, que protegeix els continguts de la cèl·lula i serveix de barrera per retenir nutrients, proteïnes i altres components essencials del citoplasma dins la cèl·lula. Com que són procariotes, els bacteris no tendeixen a tenir orgànuls limitats per la membrana al citoplasma, de manera que contenen poques estructures intracel·lulars gran. Per tant, manquen de nucli, mitocondris, cloroplasts i la resta d'orgànuls presents a les cèl·lules eucariotes, com ara l'aparell de Golgi i el reticle endoplasmàtic. Els bacteris foren vistos antigament com a simples bosses de citoplasma, però elements com ara el citoesquelet procariota i la localització de proteïnes en punts específics del citoplasma han estat revelats com a proves de certa complexitat. Aquests compartiments subcel·lulars han estat denominats «hiperestructures bacterianes».
Els microcompartiments, com ara el carboxisoma, són compartiments situats dins dels bacteris envoltats per carcasses proteiques polièdriques, en lloc de membranes lipídiques, i representen un altre nivell d'organització. Aquests «orgànuls polièdrics» localitzen i compartimentalitzen el metabolisme bacterià, una funció que en els eucariotes és complida pels orgànuls envoltats per membranes.
Moltes reaccions bioquímiques importants, com ara la generació d'energia, es produeixen mitjançant gradients de concentració a través de membranes, una diferència de potencial que també es troba en les bateries. La manca general de membranes internes en els bacteris implica que reaccions com ara el transport d'electrons es produeixen a través de la membrana cel·lular i l'espai periplasmàtic. Tanmateix, en molts bacteris fotosintètics la membrana plasmàtica està molt plegada i omple gran part de la cèl·lula amb una membrana que capta la llum. Aquests complexos captadors de llum poden fins i tot formar estructures limitades per lípids anomenades clorosomes en els bacteris verds del sofre. Altres proteïnes importen nutrients a través de la membrana cel·lular, o expulsen molècules no desitjades del citoplasma.

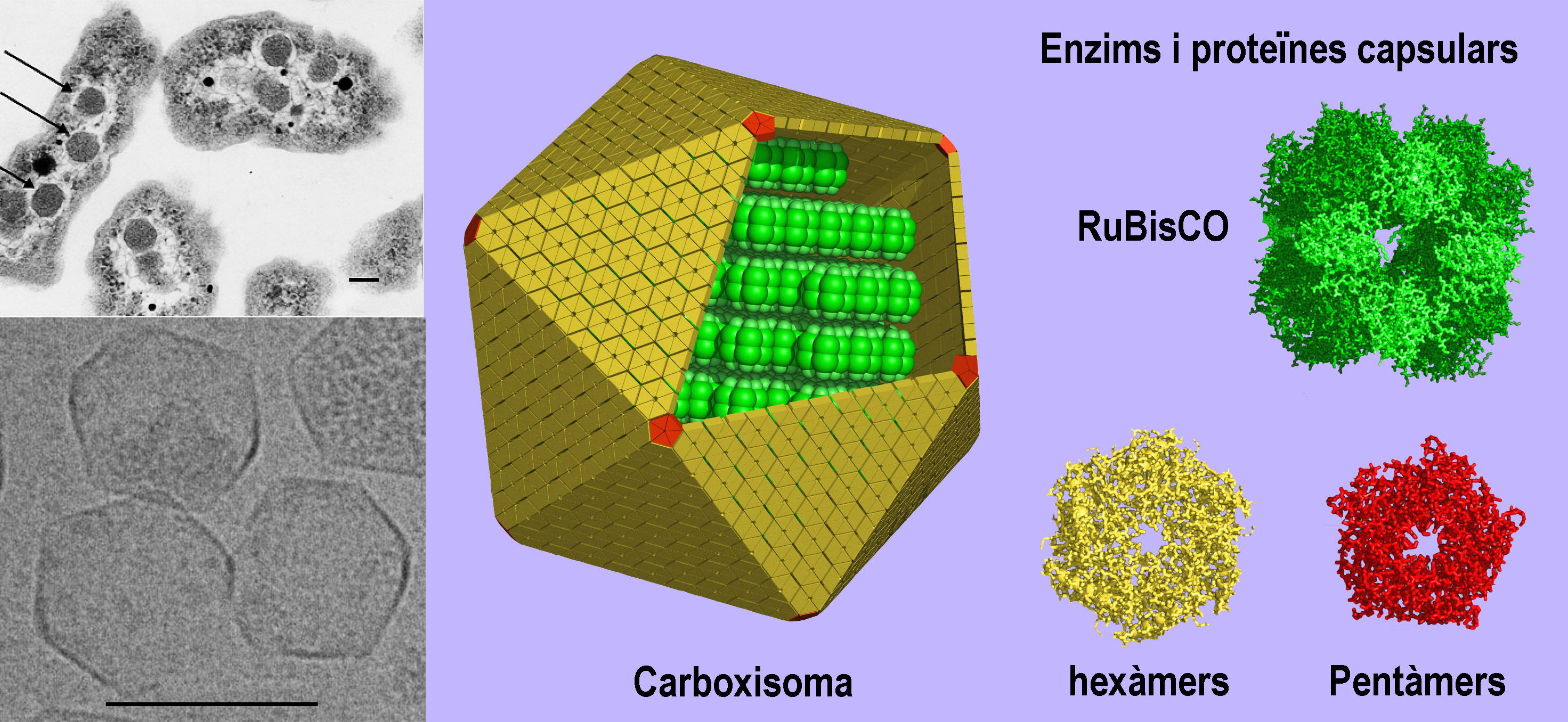
Els carboxisomes són orgànuls bacterians tancats dins de proteïnes. A dalt a l'esquerra, imatge al microscopi electrònic de carboxisomes en Halothiobacillus neapolitanus; a sota, imatge de carboxisomes purificats. A la dreta, un model de la seva estructura. La barra d'escala mesura 100 nm.

Els bacteris no tenen un nucli limitat per membranes, i el seu material genètic és generalment un únic cromosoma circular situat al citoplasma en un cos de forma irregular anomenat nucleoide. El nucleoide conté el cromosoma amb les proteïnes i l'ARN associats. El fílum dels planctomicets són una excepció a l'absència general de membranes internes en els bacteris, car tenen una membrana que envolta el seu nucleoide i contenen altres estructures cel·lulars limitades per membranes. Com tots els éssers vius, els bacteris contenen ribosomes per produir proteïnes, però l'estructura del ribosoma bacterià és diferent de la dels eucariotes i arqueus.
Alguns bacteris produeixen grànuls intracel·lulars d'emmagatzemament de nutrients, com ara glicogen, polifosfat, sofre o polihidroxialcanoats. Aquests grànuls permeten als bacteris emmagatzemar compostos per utilitzar-los més tard. Determinades espècies bacterianes, com ara els cianobacteris fotosintètics, produeixen vesícules de gas internes, que utilitzen per regular la seva flotabilitat, permetent-los moure's amunt i avall en capes d'aigua amb diferents intensitats lluminoses i nivells de nutrients.

### Estructures extracel·lulars
La paret cel·lular bacteriana envolta la part exterior de la membrana cel·lular. Les parets cel·lulars bacterianes es componen de peptidoglicà, anomenat «mureïna» en antics documents, que està constituït per cadenes de polisacàrid reticulades amb pèptids inusuals que contenen D-aminoàcids. Les parets cel·lulars bacterianes difereixen de les de les plantes i els fongs, que es componen de cel·lulosa i quitina, respectivament. La paret cel·lular dels bacteris també és diferent de la dels arqueus, que no conté peptidoglicà. La paret cel·lular és essencial per a la supervivència de molts bacteris, i l'antibiòtic penicil·lina és capaç de matar-los inhibint un pas en la síntesi de peptidoglicà.
A grans trets, hi ha dos tipus diferents de paret cel·lular en els bacteris: les grampositives i les gramnegatives. Aquest nom deriva de la reacció de les cèl·lules a la tinció de Gram, una prova utilitzada des de fa molt de temps per classificar espècies bacterianes.
Els bacteris grampositius tenen una paret cel·lular espessa amb moltes capes de peptidoglicà i àcids teicoics. En canvi, els bacteris gramnegatius tenen una paret cel·lular relativament prima que es compon d'unes poques capes de peptidoglicà envoltades per una segona membrana lipídica que conté lipopolisacàrids i lipoproteïnes. La majoria de bacteris tenen una paret cel·lular gramnegativa, i només els firmicuts i els actinobacteris (antigament coneguts com a bacteris grampositius de baix G+C i alt G+C, respectivament) tenen la configuració alternativa grampositiva. Aquestes diferències en l'estructura poden causar diferències en la susceptibilitat als antibiòtics; per exemple, la vancomicina només pot matar bacteris grampositius i és inefectiva contra patògens gramnegatius, com ara Haemophilus influenzae o Pseudomonas aeruginosa.
En molts bacteris, una capa S de molècules proteiques arranjades rígidament cobreix l'exterior de la cèl·lula. Aquesta capa proporciona una protecció química i física a la superfície de la cèl·lula i pot servir de barrera de difusió macromolecular. Les capes S tenen funcions diverses però en gran part mal compreses, però se sap que funcionen com a factors virulents en Campylobacter i contenen enzims de superfície en Bacillus stearothermophilus.

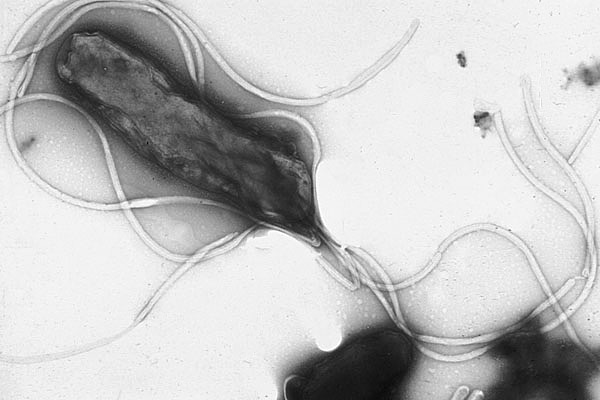
Micrografia electrònica del bacteri Helicobacter pylori, mostrant múltiples flagels a la superfície cel·lular.

Els flagels són estructures proteiques rígides, d'uns 20 nanòmetres de diàmetre i fins a 20 micròmetres de llarg, que són utilitzades per moure's. Els flagels són impulsats per l'energia alliberada per la transferència d'ions al llarg d'un gradient electroquímic a través de la membrana cel·lular.
Les fímbries són filaments fins de proteïna, de només 2-10 nanòmetres de diàmetre i fins a diversos micròmetres de llarg. Estan distribuïdes per la superfície de la cèl·lula, i sota el microscopi electrònic semblen pèls fins. Es creu que les fímbries estan implicades en l'ancoratge a superfícies sòlides o altres cèl·lules i són essencials per la virulència d'alguns patògens bacterians.
Els pili són apèndixs cel·lulars, lleugerament més grans que les fímbries, que poden transferir material genètic entre cèl·lules bacterianes en un procés anomenat conjugació (vegeu Genètica més avall).
Molts bacteris produeixen càpsules o capes viscoses per envoltar la cèl·lula, que varien en complexitat estructural; des d'una capa viscosa desorganitzada de polímer extracel·lular fins a una càpsula altament estructurada o glicocàlix. Aquestes estructures poden protegir les cèl·lules de ser embolicades per cèl·lules eucariotes, com ara macròfags. També poden funcionar com antígens i estar implicades en el reconeixement de cèl·lules, a més de contribuir a l'ancoratge a superfícies i la formació de biofilms.
L'assemblatge d'aquestes estructures extracel·lulars depèn de sistemes de secreció bacterians. Aquests sistemes transfereixen proteïnes del citoplasma al periplasma o al medi que envolta la cèl·lula. Es coneixen molts tipus de sistemes de secreció i aquestes estructures sovint són essencials per la virulència dels patògens, motiu per les quals se les estudia intensament.

### Endòspores

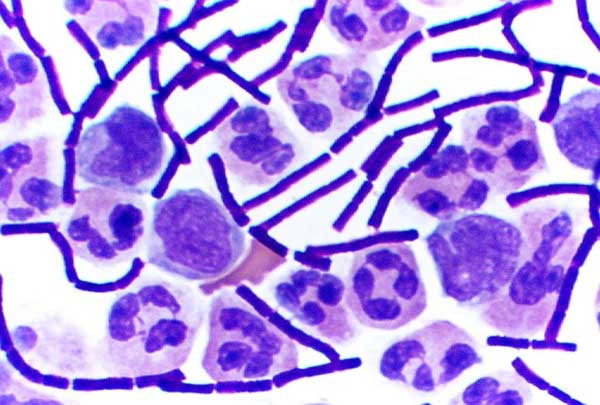
Bacillus anthracis (tenyit en lila) creixent en líquid cefalorraquidi.

Determinats gèneres de bacteris grampositius, com ara Bacillus, Clostridium, Sporohalobacter, Anaerobacter i Heliobacterium, poden formar estructures dorments altament resistents anomenades endòspores. En gairebé tots els casos, es forma una única endòspora, i no es tracta d'un procés reproductiu, tot i que Anaerobacter pot formar fins a set endòspores en una sola cèl·lula. Les endòspores tenen un nucli central de citoplasma que conté ADN i ribosomes, envoltat per una capa cortical i protegit per una capa impermeable i rígida.
Les endòspores no presenten un metabolisme detectable, i poden sobreviure a condicions físiques i químiques extremes, com ara nivells elevats de llum ultraviolada, radiació gamma, detergents, desinfectants, calor, pressió i dessecació. En aquest estat dorment, aquests organismes poden romandre viables durant milions d'anys, i les endòspores fins i tot permeten als bacteris resistir al buit i la radiació de l'espai exterior. Els bacteris formadors d'endòspores també poden causar malalties: per exemple, l'àntrax pot ser contret per inhalació d'endòspores de Bacillus anthracis, i la contaminació de ferides profundes per punció amb endòspores de Clostridium tetani causa tètanus.

## Metabolisme
En contrast amb els organismes superiors, els bacteris presenten una varietat extremament àmplia de tipus metabòlics. La distribució dels trets metabòlics dins un grup de bacteris ha estat utilitzada tradicionalment per definir-ne la taxonomia, però aquests trets sovint no es corresponen amb les classificacions genètiques modernes. El metabolisme bacterià es classifica en grups nutricionals basant-se en tres criteris principals: el tipus d'energia que s'utilitza per créixer, la font de carboni i els donadors d'electrons utilitzats per créixer. Un criteri addicional dels microorganismes respiratoris són els acceptors d'electrons utilitzats per la respiració aeròbica o anaeròbica.
| Tipus nutricional | Font d'energia       | Font de carboni                                                                | Exemples                                                                                 |
| ----------------- | -------------------- | ------------------------------------------------------------------------------ | ---------------------------------------------------------------------------------------- |
| Fotòtrofs         | Llum solar           | Compostos orgànics (fotoheteròtrofs) o fixació del carboni (fotoautòtrofs)     | Cianobacteris, bacteris verds del sofre, bacteris verds no del sofre, o bacteris porpres |
| Litòtrofs         | Compostos inorgànics | Compostos orgànics (litoheteròtrofs) o fixació del carboni (litoautòtrofs)     | Termodesulfobacteris, hidrogenofilàcies, o nitrospirs                                    |
| Organòtrofs       | Compostos orgànics   | Compostos orgànics (quimioheteròtrofs) o fixació del carboni (quimioautòtrofs) | Bacillus, Clostridium o enterobacteriàcies                                               |

El metabolisme del carboni en els bacteris és o bé heteròtrof, en què s'utilitzen compostos de carboni orgànic com a font de carboni, o autòtrof, en què s'obté carboni cel·lular mitjançant la fixació del diòxid de carboni. Els bacteris heteròtrofs inclouen tipus paràsits. Els bacteris autòtrofs típics són cianobacteris fotòtrofs, bacteris verds del sofre i alguns bacteris porpres, però també moltes espècies quimiolitòtrofes, com ara els bacteris oxidadors del sofre o nitrificants. El metabolisme de l'energia en els bacteris es basa o bé en la fototròfia (l'ús de llum mitjançant la fotosíntesi) o bé en la quimiotròfia (l'ús de substàncies químiques per obtenir energia, oxidant-les a través d'oxigen o acceptors d'electrons alternatius (respiració aeròbica/anaeròbica).

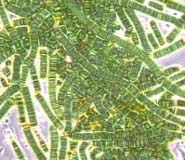
Filaments de cianobacteris fotosintètics.

Finalment, els bacteris estan subdividits en litòtrofs, que utilitzen donadors d'electrons inorgànics, i organòtrofs, que utilitzen compostos orgànics com a donadors d'electrons. Els organismes quimiòtrofs utilitzen els donadors d'electrons respectius per la conservació de l'energia (mitjançant respiració aeròbica/anaeròbica o fermentació) i les reaccions biosintètiques (com ara la fixació del diòxid de carboni), mentre que els organismes fotòtrofs només els utilitzen amb fins biosintètics. Els organismes respiratoris utilitzen compostos químics com a font d'energia, traient electrons del substrat reduït i transferint-los a un acceptor terminal d'electrons en una reacció redox. Aquesta reacció allibera energia que es pot utilitzar per sintetitzar ATP i alimentar el metabolisme. En els organismes aeròbics, l'oxigen serveix d'acceptor d'electrons. En els organismes anaeròbics, aquest rol és jugat per altres compostos inorgànics, com ara nitrats, sulfats o diòxid de carboni. Això condueix als processos ecològicament importants de la desnitrificació, la reducció dels sulfats i l'acetogènesi, respectivament.
Un altre estil de vida dels quimiòtrofs en absència de possibles acceptors d'electrons és la fermentació, en què els electrons trets dels substrats reduïts són transferits a intermedis oxidats per generar productes fermentats reduïts (com ara lactat, etanol, hidrogen o àcid butíric). La fermentació és possible perquè el contingut energètic dels substrats és superior al dels productes, cosa que permet als organismes sintetitzar ATP i alimentar el seu metabolisme.
Aquests processos també són importants en les respostes biològiques a la contaminació; per exemple, els bacteris reductors de sulfat són els principals responsables de la producció de les formes altament tòxiques de mercuri metil i dimetilmercuri a l'ambient. Els anaerobis no respiratoris utilitzen la fermentació per generar energia i poder reductor, secretant productes metabòlics residuals (com ara l'etanol en l'elaboració de productes alcohòlics). Els anaerobis facultatius poden canviar entre fermentació i diferents acceptors terminals d'electrons segons les condicions ambientals en què es trobin.
Els bacteris litòtrofs poden utilitzar compostos inorgànics com a font d'energia. Alguns donadors d'electrons inorgànics comuns són l'hidrogen, el monòxid de carboni, l'amoníac (que condueix a la nitrificació), l'òxid de ferro (II) i altres ions metàl·lics reduïts, així com diversos compostos de sofre reduïts. Cosa inusual, el gas metà pot ser utilitzat pels bacteris metanòtrofs com a font d'electrons i com a substrat per l'anabolisme del carboni. Tant en la fototròfia com en la quimiolitotròfia aeròbiques, l'oxigen serveix d'acceptor terminal d'electrons, mentre que en condicions anaeròbiques s'utilitzen compostos inorgànics. La majoria d'organismes litòtrofs són autòtrofs, mentre que els organismes organòtrofs són heteròtrofs.
A més de fixar diòxid de carboni en la fotosíntesi, alguns bacteris també fixen gas nitrogen (fixació del nitrogen) mitjançant l'enzim nitrogenasa. Aquest tret ambientalment important es pot observar en bacteris de gairebé tots els tipus metabòlics llistats més amunt, però no és universal.

## Creixement i reproducció

Molts bacteris es reprodueixen per fissió binària.

A diferència dels organismes pluricel·lulars, l'augment de la mida dels bacteris (creixement cel·lular) i la seva reproducció per divisió cel·lular estan estretament relacionats. Els bacteris creixen fins a una mida fixa i aleshores es reprodueixen per fissió binària, una forma de reproducció asexual. En condicions òptimes, els bacteris poden créixer i multiplicar-se molt ràpidament, i les poblacions bacterianes poden doblar-se en només 9,8 minuts. En la divisió cel·lular, es produeixen dues cèl·lules filles clòniques idèntiques. Alguns bacteris, tot i reproduir-se asexualment, formen estructures reproductives més complexes que contribueixen a dispersar les cèl·lules filles acabades de formar. En són exemples la formació de fructificacions per part dels mixobacteris, la formació d'hifes aèries per part de Streptomyces, o la gemmació. La gemmació és quan una cèl·lula forma una protrusió que se separa i forma una cèl·lula filla.

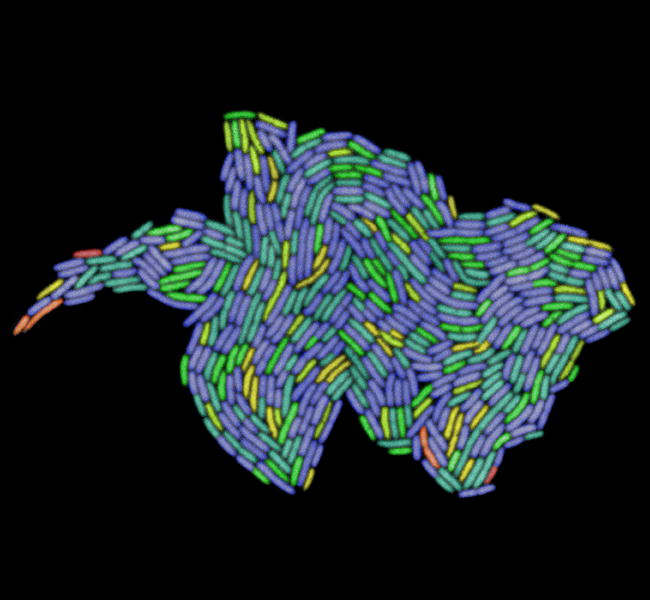
Colònia de cèl·lules dEscherichia coli en creixement.

Al laboratori, els bacteris solen ser cultivats en medis sòlids o líquids. S'utilitzen medis de cultiu sòlids com ara plaques d'agar per aïllar cultius purs d'una soca bacteriana. En canvi, s'utilitzen medis de cultiu líquids quan és necessari mesurar el creixement o calen grans quantitats de cèl·lules. El creixement en medis líquids remoguts és en forma de suspensió cel·lular homogènia, fent que els cultius siguin fàcil de dividir i transferir, tot i que resulta difícil aïllar bacteris individuals d'un medi líquid. L'ús de medis selectius (medis amb una major o menor quantitat de certs nutrients, o amb l'afegit d'antibiòtics) pot ajudar a identificar organismes específics.
La majoria de tècniques de laboratori per cultivar bacteris utilitzen nivells elevats de nutrients per produir grans quantitats de cèl·lules de manera ràpida i barata. Tanmateix, als medis naturals els nutrients són limitats, cosa que significa que els bacteris no poden continuar reproduint-se indefinidament. Aquesta limitació de nutrients ha comportat l'evolució de diferents estratègies de creixement (vegeu Teoria de la selecció r/K). Alguns organismes poden créixer extremament ràpidament quan hi ha nutrients disponibles, com en el cas de la formació de flors algals i cianobacterianes que sovint es produeix a llacs durant l'estiu. Altres organismes tenen adaptacions a medis severs, com ara la producció de múltiples antibiòtics per part de Streptomyces que inhibeixen el creixement de microorganismes competidors. A la natura, molts organismes viuen en comunitats (com ara biofilms) que poden permetre un major subministrament de nutrients i protecció de pressions ambientals. Aquestes relacions poden ser essencials pel creixement d'un organisme determinat o un grup d'organismes (sintròfia).
El creixement bacterià segueix tres fases. Quan una població de bacteris entra en un medi d'alt contingut en nutrients que permet el creixement, les cèl·lules han d'adaptar-se al nou medi. La primera fase del creixement és la fase retardària, un període de creixement lent en què les cèl·lules s'estan adaptant al medi d'alt contingut en nutrient i es preparen per un creixement ràpid. La fase retardària presenta una elevada velocitat de biosíntesi, a mesura que es produeixen les proteïnes necessàries per un creixement ràpid. La segona fase del creixement és la fase logarítmica, també coneguda com a fase exponencial. La fase logarítmica està marcada per un ràpid creixement exponencial. La velocitat a la qual creixen les cèl·lules durant aquesta fase és denominada «velocitat de creixement» (k), i el temps que triga a doblar-se la població de cèl·lules és conegut com a temps de generació (g). Durant la fase exponencial, els nutrients són metabolitzats a la velocitat màxima fins que un d'ells s'exhaureix i comença a limitar el creixement. La fase final del creixement és la fase estacionària, i és provocada per la depleció dels nutrients. Les cèl·lules redueixen la seva activitat metabòlica i consumeix proteïnes cel·lulars no essencials. La fase estacionària és una transició d'un creixement ràpid a un estat de resposta a l'estrès, i hi ha una expressió augmentada dels gens implicats en la reparació de l'ADN, el metabolisme dels antioxidants i el transport de nutrients.

## Genètica
La majoria de bacteris tenen un únic cromosoma singular la mida del qual pot variar entre nomé 160.000 parells de bases en el bacteri endosimbiont Candidatus Carsonella ruddii, fins a 12.200.000 de parells de bases en el bacteri del sòl Sorangium cellulosum. Les espiroquetes del gènere Borrelia són una excepció notable a aquest arranjament, amb bacteris com ara Borrelia burgdorferi, la causa de la malaltia de Lyme, que contenen un únic cromosoma lineal. Els gens del genoma bacterià són habitualment una única extensió contínua d'ADN i, tot i que existeixen diversos tipus d'introns en els bacteris, són molt més rars que en els eucariotes.
Els bacteris també poden contenir plasmidis, que són petits fragments d'ADN extracromosòmic que poden contenir gens de resistència als antibiòtics o factors de virulència.
Els bacteris, com a organismes asexuals que són, hereten còpies idèntiques dels gens de la seva cèl·lula mare (és a dir, són clonals). Tanmateix, tots els bacteris poden evolucionar per selecció sobre els canvis a l'ADN del seu material genètic causats per recombinació genètica o mutacions. Les mutacions troben el seu origen en errors comesos durant la replicació de l'ADN o en l'exposició a mutàgens. La velocitat de mutació varia significativament entre diferents espècies de bacteris i fins i tot entre diferents clons d'una mateixa espècie. Els canvis genètics en el genoma bacterià es produeixen o bé per mutacions aleatòries durant la replicació o bé per «mutacions dirigides per l'estrès», en què el gens implicats en un determinat procés limitador del creixement tenen una velocitat de mutació superior.
Alguns bacteris també transfereixen material genètic entre cèl·lules. Això pot passar de tres maneres principals. Primerament, els bacteris poden assumir ADN exogen del seu medi, en un procés anomenat transformació. Els gens també es poden transferir pel procés de transducció, en què la integració d'un bacteriòfag introdueix ADN aliè al cromosoma. El tercer mètode és la conjugació bacteriana, en què l'ADN es transfereix mitjançant contacte cel·lular directe. Aquesta adquisició de gens d'altres bacteris o del medi rep el nom de transferència horitzontal de gens i podria ser habitual en condicions naturals. La transferència de gens és especialment important per la resistència als antibiòtics, car permet una transferència ràpida de gens resistents entre diferents patògens.

### Bacteriòfags
Els bacteriòfags són virus que canvien l'ADN bacterià. N'existeixen molts tipus; alguns simplement infecten i destrueixen el seu hoste, mentre que d'altres afegeixen material al cromosoma bacterià. Un bacteriòfag pot contenir gens que contribueixin al fenotip del seu hoste: per exemple, en l'evolució d'Escherichia coli O157:H7 i Clostridium botulinum, els gens de les toxines continguts en un fag integrat convertiren un bacteri ancestral inofensiu en un patogen letal. Els bacteris resisteixen a la infecció per fags mitjançant sistemes de restricció-modificació que degraden l'ADN aliè, i un sistema que utilitza seqüències CRISPR per conservar fragments del genoma dels fags que els bacteris s'han trobat en el passat, cosa que els permet blocar la replicació del virus mitjançant una forma d'interferència de l'ARN. Aquest sistema CRISPR proporciona als bacteris una immunitat adquirida a les infeccions.

## Moviment
Els bacteris mòbils poden desplaçar-se mitjançant flagels, lliscament bacterià, mobilitat palpitant o canvis de flotabilitat. En la mobilitat palpitant, els bacteris utilitzen els seus pili de tipus IV com a ganxos, estenent-los repetidament, ancorant-los i després retractant-los amb una força remarcable (>80 pN).

El flagel d'un bacteri gramnegatiu. La base impulsa la rotació del ganxo i el filament.

Les espècies de bacteris difereixen en el nombre i la configuració dels flagels a la seva superfície; alguns tenen un únic flagel (monotrics), un flagel a cada banda (amfitrics) o aglomeracions de flagels als pols de la cèl·lula (lofotrics), mentre que d'altres tenen flagels distribuïts per tota la superfície de la cèl·lula (peritrics). Els flagels bacterians són l'estructura de moviment més ben compresa de qualsevol organisme, i es componen d'unes vint proteïnes, amb unes altres trenta proteïnes necessàries per la seva regulació i el seu assemblatge. El flagel és una estructura rotativa impulsada per un motor reversible situat a la base, que utilitza el gradient electroquímic al llarg de la membrana com a font d'energia. Aquest motor impulsa el moviment del filament, que serveix de propulsor.
Molts bacteris (com ara E. coli) tenen dos modes diferents de moviment: el moviment anterior (natació) i les tombarelles. Les tombarelles els permeten reorientar-se i fa que el seu moviment sigui un passeig aleatori tridimensional (vegeu els enllaços externs per trobar un enllaç a vídeos). Els flagels d'un grup únic de bacteris, les espiroquetes, es troben entre dues membranes a l'espai periplasmàtic. Tenen un cos helicoidal distintiu que es cargola mentre es mou.
Els bacteris mòbils són atrets o repel·lits per certs estímuls en comportaments anomenats «taxis»: inclouen la quimiotaxi, la fototaxi i la magnetotaxi. En un grup peculiar, els mixobacteris, els bacteris individuals es mouen junts per formar ones de cèl·lules que després es diferencien per formar cossos fructificants amb espores. Els mixobacteris només es mouen quan es troben en superfícies sòlides, a diferència d'E. coli, que és mòbil en medis líquids o sòlids.
Diverses espècies de Listeria i Shigella es mouen dins les cèl·lules hoste usurpant el citoesquelet, que normalment serveix per moure orgànuls dins la cèl·lula. Promovent la biopolimerització d'actina a un pol de la seva cèl·lula, poden formar una mena de cua que els impulsa a través del citoplasma de la cèl·lula hoste.

## Classificació i identificació

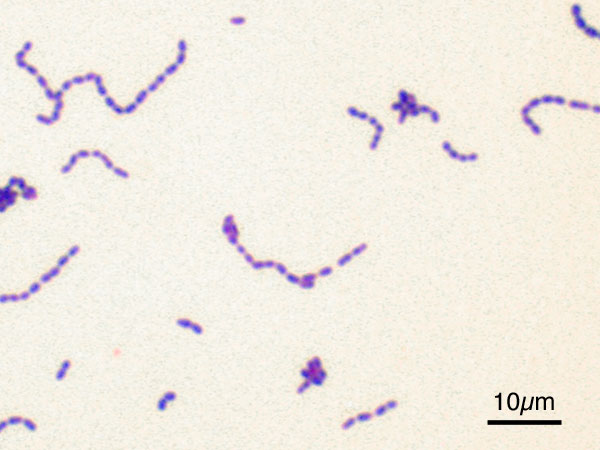
Streptococcus mutans visualitzat amb una tinció de Gram.

La classificació científica intenta descriure la diversitat d'espècies bacterianes anomenant i agrupant organismes basant-se en similituds. Els bacteris es poden classificar segons l'estructura cel·lular, el metabolisme cel·lular, o diferències en components cel·lulars com l'ADN, els àcids grassos, els pigments, els antígens i les quinones. Tot i que aquests sistemes permetien identificar i classificar soques bacterianes, no era cert si aquestes diferències representaven una variació entre espècies diferents o entre soques d'una mateixa espècie. Aquesta incertesa es devia a la manca d'estructures distintives en la majoria de bacteris, així com l'ocurrència de la transferència horitzontal de gens entre espècies no relacionades. A causa de la transferència horitzontal de gens, alguns bacteris estretament relacionats poden tenir una morfologia i un metabolisme molt diferent. Per superar aquesta incertesa, la classificació moderna dels bacteris es basa en la sistemàtica molecular, utilitzant tècniques genètiques com ara la determinació del ràtio guanina-citosina, la hibridació genoma-genoma, i la seqüenciació de gens que ho han experimentat una marcada transferència horitzontal de gens, com ara el gen rRNA. La classificació dels bacteris és determinada per la publicació a l'International Journal of Systematic Bacteriology, i el Bergey's Manual of Systematic Bacteriology. El Comité Internacional de Bacteriologia Sistemàtica (ICSB) manté les normes internacionals per la nomenclatura dels bacteris i els rangs taxonòmics, així com de la seva classificació al Codi Internacional de Nomenclatura de Bacteris.
El terme «bacteri» s'empra de manera informal per referir-se a tots els procariotes microscòpics i unicel·lulars. Tanmateix, la sistemàtica molecular ha demostrat que la vida procariota consisteix en dos dominis diferents, els bacteris i els arqueus, que evolucionaren independentment d'un avantpassat comú ancestral. Els arqueus i els eucariotes tenen una relació més estreta entre ells que amb els bacteris. Aquests dos dominis, juntament amb els eucariotes, són la base del sistema de tres dominis, que és actualment el sistema de classificació més àmpliament utilitzat en la microbiologia. Tanmateix, a causa de la introducció relativament recent de la sistemàtica moderna i l'augment ràpid en el nombre de seqüències genòmiques disponibles, la classificació dels bacteris continua sent un camp en procés de canvi i d'expansió. Per exemple, alguns biòlegs sostenen que els arqueus i els eucariotes evolucionaren de bacteris grampositius.
La identificació dels bacteris al laboratori és especialment rellevant en la medicina, en què el tractament correcte ve determinat per l'espècie de bacteri que causa una infecció. Per consegüent, la necessitat d'identificar els patògens humans fou un impuls important en el desenvolupament de tècniques per identificar bacteris.

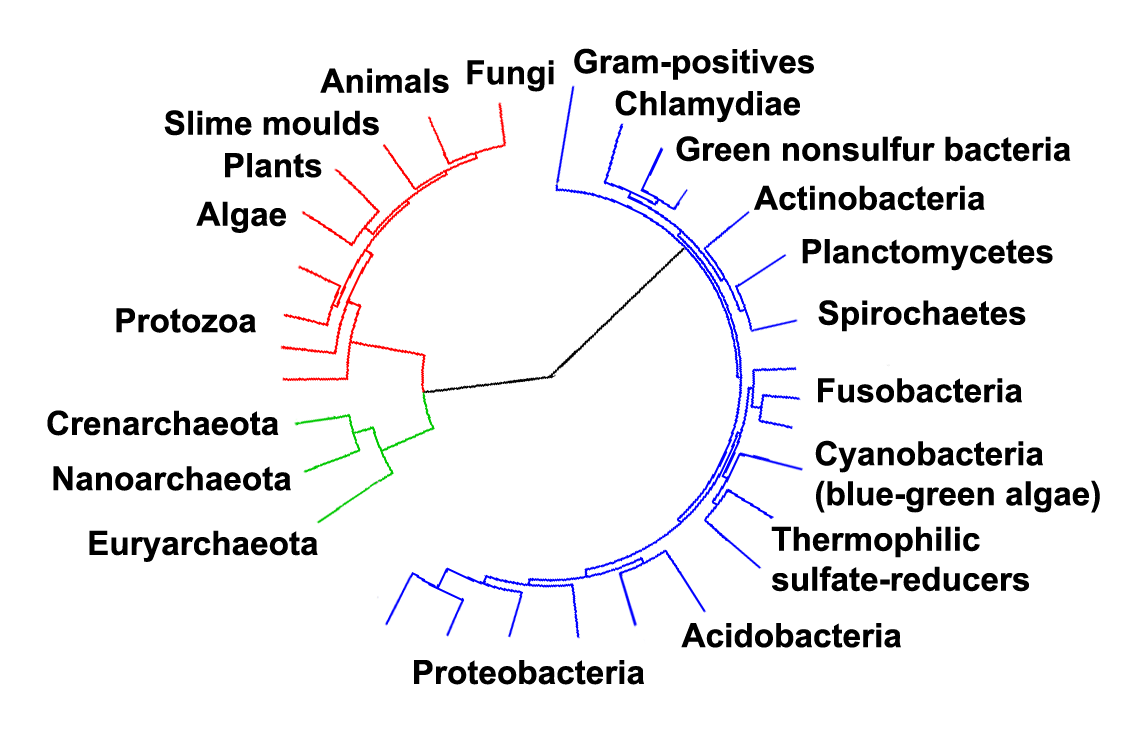
Aquest arbre filogenètic mostra la relació entre els arqueus i la resta de formes de vida. Els eucariotes estan en vermell, els arqueus en verd i els bacteris en blau. Adaptat de Ciccarelli et al.

La tinció de Gram, desenvolupada el 1884 per Hans Christian Gram, caracteritza els bacteris segons les característiques estructurals de la seva paret cel·lular. Les capes gruixudes de peptidoglicà de les cèl·lules grampositives es tenyeixen de violat, mentre que la prima paret cel·lular gramnegativa apareix rosa. Combinant les dades morfològiques i la tinció de Gram, la majoria de bacteris es poden classificar dins un d'entre quatre grups (cocs grampositius, bacils grampositius, cocs gramnegatius i bacils gramnegatius). Alguns bacteris són més fàcils d'identificar amb tincions que no siguin la tinció de Gram, especialment els micobacteris o Nocardia, que presenten acidoresistència amb la tinció de Ziehl-Neelsen o altres de similars. Altres organismes poden haver de ser identificats pel seu creixement en medis especials, o mitjançant altres tècniques, com ara la serologia.
Les tècniques de cultiu estan dissenyades per promoure el creixement i identificar bacteris determinats, tot limitant el creixement d'altres bacteris a la mostra. Sovint, aquestes tècniques estan dissenyades per mostres específiques; per exemple, una mostra d'esput serà tractada per identificar organismes que provoquin pneumònia, mentre que les mostres de femta seran cultivades en medis selectius per identificar organismes que causin diarrea, tot evitant el creixement de bacteris no patògens. Les mostres que normalment són estèrils, com ara la sang, l'orina o el líquid cefalorraquidi, són cultivades en condicions dissenyades per permetre el creixement de tots els organismes possibles. Una vegada s'ha aïllat un organisme patogen, se'l pot caracteritzar per la morfologia, el patró de creixement (aeròbic o anaeròbic), els patrons hemolítics i la tinció.
Com en la classificació dels bacteris, cada vegada s'utilitzen més els mètodes moleculars per identificar-los. Els diagnòstics que utilitzen aquestes tècniques basades en l'ADN, com ara la reacció en cadena de la polimerasa, guanyen en popularitat gràcies a la seva especificitat i rapidesa en comparació amb mètodes basats en els cultius. Aquests mètodes també permeten detectar i identificar cèl·lules «viables però no cultivables» que presenten activitat metabòlica, però no es divideixen. Tanmateix, fins i tot utilitzant aquests mètodes millorats, el nombre total d'espècies bacterianes és desconegut i no es pot estimar amb cap mena de certesa. Segons la classificació actual, hi ha menys de 9.000 espècies conegudes de bacteris (incloent-hi els cianobacteris), però els intents d'estimar la diversitat bacteriana varien de 107 fins a 10⁹ espècies en total - i fins i tot aquestes estimacions diverses podrien ser errònies per ordres de magnitud.

## Interaccions amb altres organismes
Malgrat la seva aparent simplicitat, els bacteris poden formar associacions complexes amb altres organismes. Aquestes associacions simbiòtiques es poden dividir en parasitisme, mutualisme i comensalisme. A causa de la seva petitesa, els bacteris comensals són omnipresents i creixen en els animals i les plantes igual que creixerien en qualsevol altra superfície. Tanmateix, el seu creixement pot ser incrementat per la calor i la suor, i poblacions grans d'aquests organismes en humans són la causa de l'olor corporal.

### Depredadors
Algunes espècies de bacteris maten i consumeixen altres microogranismes; se'ls denomina «bacteris depredadors». Inclouen microorganismes com ara Myxococcus xanthus, que forma eixams de cèl·lules que maten i digereixen tots els bacteris que es troben. Altres depredadors bacterians s'ancoren a la seva presa per digerir-la i absorbir-ne els nutrients, com Vampirococcus, o envaeixen una altra cèl·lula i es multipliquen dins el citosol, com Daptobacter. Es creu que aquests bacteris depredadors evolucionaren a partir de sapròfags que consumien microorganismes morts, a través d'adaptacions que els han permès capturar i matar altres organismes.

### Mutualistes
Alguns bacteris formen associacions espacials estretes que són essencials per la seva supervivència. Una d'aquestes associacions mutualistes, anomenada transferència interespecífica d'hidrogen, es produeix entre aglomeracions de bacteris anaeròbics que consumeixen àcids orgànics com ara àcid butíric o àcid propiònic i produeixen hidrogen, i arqueus metanògens que consumeixen hidrogen. Els bacteris d'aquesta associació són incapaços de consumir àcids orgànics car aquesta reacció produeix hidrogen que s'acumula al seu voltant, i només l'íntima associació amb els arqueus consumidors d'hidrogen manté la concentració d'aquest element prou baixa com per permetre el creixement dels bacteris.
Al sòl, els microorganismes que resideixen a la rizosfera (una zona que inclou la superfície de les arrels i el sòl que s'hi adhereix després d'un sacseig suau) duen a terme la fixació del nitrogen, convertint gas nitrogen en compostos nitrogenats. Això serveix per proporcionar una forma de nitrogen fàcil d'absorbir per moltes plantes, que no són capaces de fixar el nitrogen per si soles. Molts altres bacteris viuen com a simbionts en els humans i en altres organismes. Per exemple, es creu que la presència de més de mil espècies bacterianes a la microbiota intestinal humana normal pot contribuir a la immunitat intestinal, sintetitzar vitamines com l'àcid fòlic, la vitamina K i la biotina, transformar la proteïna de la llet en àcid làctic (vegeu Lactobacillus) i fermentar glúcids complexos no digeribles. La presència d'aquesta microbiota intestinal també inhibeix el creixement de bacteris potencialment patògens (habitualment per exclusió competitiva), per la qual cosa aquests bacteris beneficiosos són venuts com a suplement dietètic probiòtic.

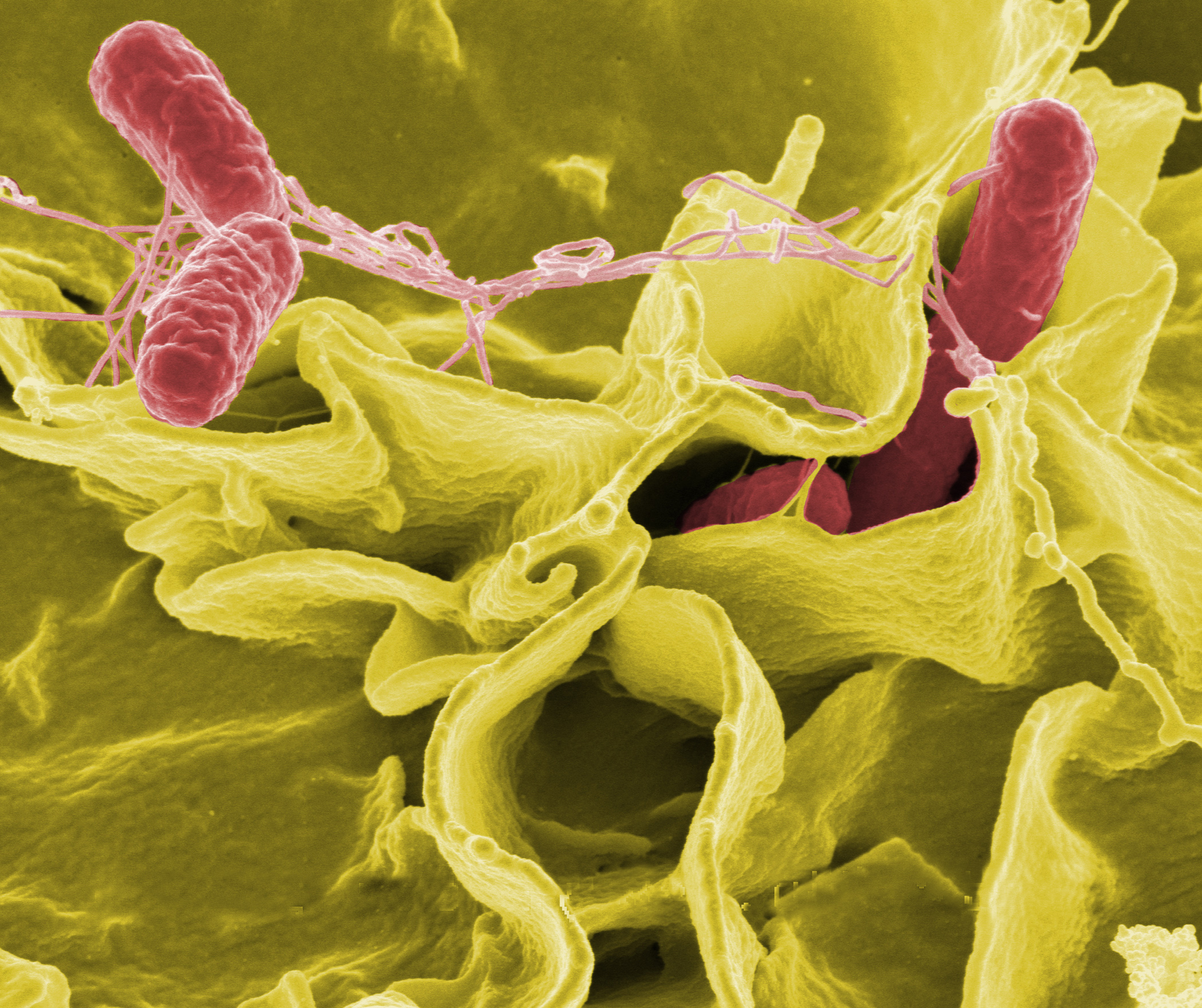
Micrografia electrònica de rastreig amb millora de color de Salmonella typhimurium (en vermell) envaint cèl·lules humanes cultivades.

### Patògens
Si els bacteris formen una associació parasitària amb altres organismes, se'ls classifica com a patògens. Els bacteris patògens són una causa important de morts i malalties d'humans i provoquen malalties com ara el tètanus, la febre tifoide, la diftèria, la sífilis, el còlera, intoxicacions alimentàries, la lepra i la tuberculosi. La causa patògena d'una malaltia coneguda pot ser que sigui descoberta molts anys després, com fou el cas del bacteri Helicobacter pylori i l'úlcera pèptica. Les malalties bacterianes també són importants en l'agricultura, car els bacteris causen malalties com taques foliars, el foc bacterià i marciment en les plantes, així com la paratuberculosi, la mastitis, la salmonel·losi i àntrax en el bestiar.
Cada espècie de patogen té un espectre característic d'interaccions amb els seus hostes humans. Alguns organismes, com els estreptococs o els estafilococs, poden provocar infeccions cutànies, pneumònia, meningitis i fins i tot una sèpsia aclaparadora, una resposta inflamatòria sistèmica que produeix xoc, una vasodilatació massiva i finalment la mort. Emperò, aquests organismes també formen part de la mictrobiota humana normal i habitualment viuen a la pell o al nas sense provocar cap malaltia. Altres organismes sempre causen malaltia als humans, com ara Rickettsia, que són paràsits intracel·lulars obligats que només poden créixer i reproduir-se dins les cèl·lules d'altres organismes. Una espècie de Rickettsia provoca tifus, mentre que una altra provoca la febre maculosa de les muntanyes Rocoses. Chlamydia, un altre grup de paràsits intracel·lulars obligats, conté espècies que poden provocar pneumònia o infecció del tracte urinari, i podrien estar implicades en les malalties coronàries. Finalment, algunes espècies, com ara Pseudomonas aeruginosa, Burkholderia cenocepacia, i Mycobacterium avium, són patògens oportunistes i provoquen malalties principalment a la gent que pateix immunosupressió o fibrosi quística.

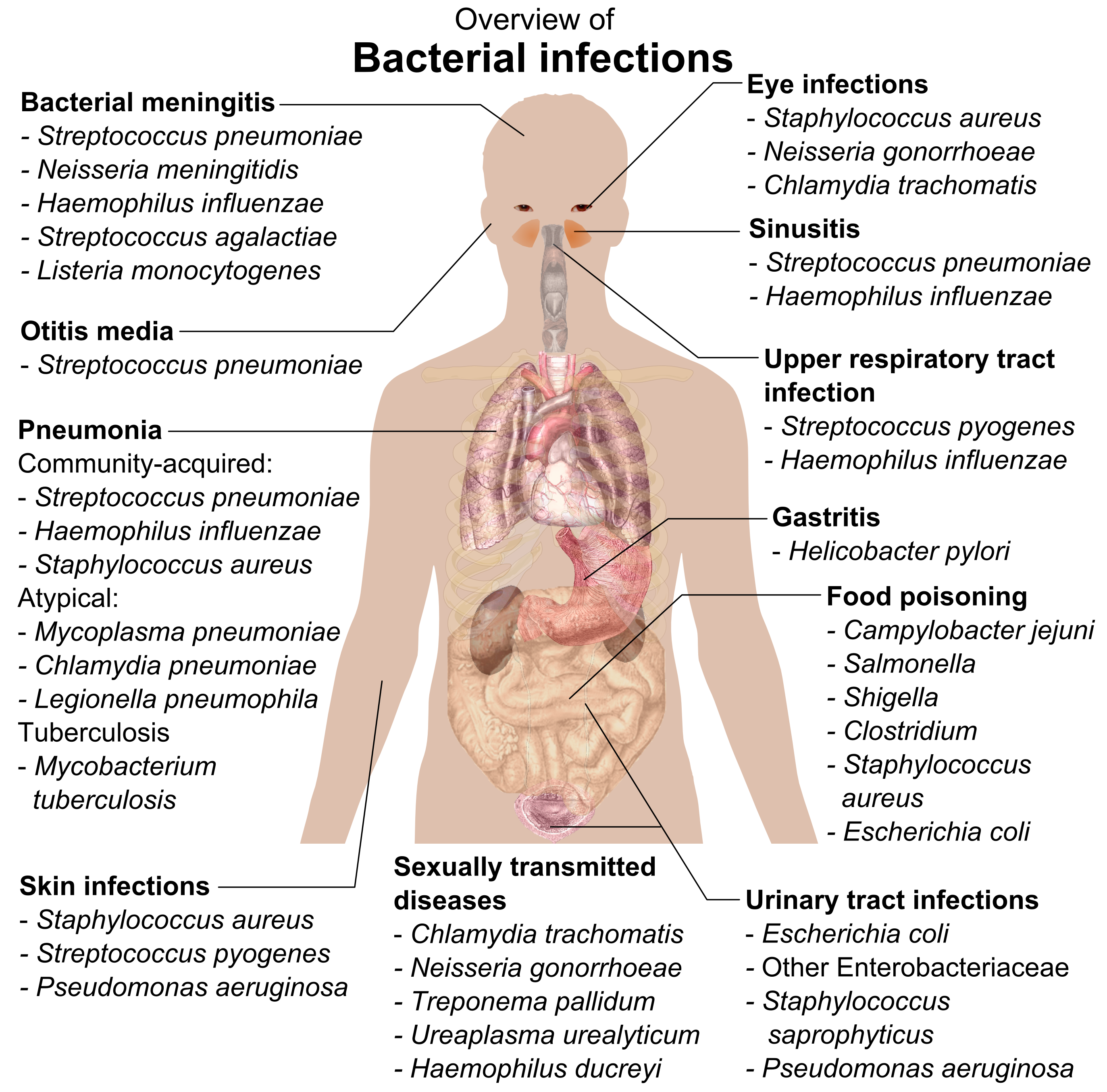
Vista general de les infeccions bacterianes i les principals espècies implicades.

Les infeccions bacterianes es poden tractar amb antibiòtics, que es classifiquen com a bactericides, si maten els bacteris, o bacteriostàtics si només en prevenen el creixement. Hi ha moltes tipus d'antibiòtics i cada classe inhibeix un procés que és diferent en el patogen que en l'hoste. Un exemple de com els antibiòtics tenen una toxicitat selectiva són el cloramfenicol i la puromicina, que inhibeixen el ribosoma bacterià, però no l'eucariota, estructuralment diferent. Els antibiòtics s'utilitzen tant en el tractament de les malalties humanes com en la ramaderia intensiva per promoure el creixement dels animals, on podrien ser un factor contribuïdor al desenvolupament ràpid de resistència als antibiòtics en les poblacions bacterianes. Es poden prevenir les infeccions mitjançant mesures antisèptiques com ara esterilitzar la pell abans de punxar-la amb l'agulla d'una xeringa, o un manteniment correcte dels catèters. Els instruments quirúrgics i dentals també s'han d'esterilitzar per evitar que es contaminin amb bacteris. Es fan servir desinfectants com ara el lleixiu per matar bacteris o altres patògens de les superfícies per evitar-ne la contaminació i reduir el risc d'infecció.

## Importància en la tecnologia i la indústria
Els bacteris, sovint cultius làctics com Lactobacillus i Lactococcus, en combinació amb els llevats i les floridures, han estat utilitzats des de fa mil·lennis per preparar aliments fermentats com ara formatges, escabetxos, salsa de soia, xucruts, vinagres, vins i iogurts.
La capacitat dels bacteris de degradar una varietat de compostos orgànics és destacable i ha estat utilitzada en el processament de residus i la bioremediació. Els bacteris capaços de digerir els hidrocarburs del petroli s'utilitzen sovint per netejar vessaments de petroli. S'afegí fertilitzants a algunes de les platges de l'estret del Princep Guillem en un intent d'afavorir el creixement d'aquests bacteris, que ja hi vivien en estat natural, després de l'infame vessament de petroli de l'Exxon Valdez del 1989. Aquests esforços foren efectius a les platges que no estaven massa cobertes d'oli. També s'utilitzen bacteris per la bioremediació de residus tòxics. A la indústria química, els bacteris tenen un paper important en la producció de productes químics enantiomèricament purs per ser utilitzats com a fàrmacs o agroquímics.
També es poden fer servir bacteris en lloc de pesticides en el control biològic de les plagues. Això sol concernir Bacillus thuringiensis (anomenat també BT), un bacteri grampositiu que viu al sòl. S'utilitzen subespècies d'aquest bacteri com a insecticida lepidòpter-específic amb marques com Dipel i Thuricide. A causa de la seva especificitat, aquests pesticides són considerats respectuosos amb el medi ambient, amb poc o cap efecte sobre els humans, la vida salvatge, els pol·linitzadors i la majoria d'altres insectes beneficiosos.
Gràcies a la seva capacitat de créixer ràpidament i la relativa facilitat amb què se'ls pot manipular, els bacteris tenen un paper destacat en els camps de la biologia molecular, la genètica i la bioquímica. Creant mutacions a l'ADN bacterià i observant els fenotips que en resulten, els científics poden determinar el funcionament dels gens, els enzims i les rutes metabòliques en els bacteris, i després aplicar aquests coneixements a organismes més complexos. Aquest objectiu de comprendre la bioquímica d'una cèl·lula assoleix la màxima expressió en la síntesi d'immenses quantitats de dades de cinètica enzimàtica i expressió gènica en models matemàtics d'organismes sencers. Això es pot fer en alguns bacteris ben estudiats, i ara es produeixen i es posen a prova models del metabolisme de l'escheríchia coli. Aquesta comprensió del metabolisme i la genètica bacterians permet l'ús de biotecnologia per crear bacteris per la producció de proteïnes terapèutiques, om ara insulina, factors de creixement o anticossos.